# Яшутин, Алексей Михайлович
Алексей Михайлович Яшутин (1909 — 1974) — полный кавалер ордена Славы, участник Великой Отечественной войны, командир 76-мм орудия 172-го гвардейского стрелкового полка.

## Довоенная биография
Алексей Михайлович Яшутин родился в 1909 году в селе Кротовка Челно-Вершинского района Самарской области. Воспитывался в детском доме города Ульяновска, где получил начальное образование.

## Участие в Великой Отечественной войне
Был призван на военную службу в РККА в сентябре 1941 года, попав сразу на фронт Великой Отечественной войны. Служил в батарее 76-миллиметровых пушек 172-го гвардейского стрелкового полка (57-я гвардейская стрелковая дивизия), впоследствии полк в составе 39-й гвардейской Барвенковской стрелковой дивизии (8-я гвардейская армия, 3-й Украинский фронт) разведчиком.
14 марта 1944 года в результате проведённой Яшутиным разведки в бою у населённого пункта Зеленый Гай (близ города Баштанка) был нанесён урон технике и личному составу фашистских войск, Алексей Михайлович лично уничтожил семь гитлеровских солдат.
17 марта 1944 года в бою за Ново-Данциг (северо-восточнее города Николаева) он убил троих пехотинцев и взял в плен четырёх солдат.
Приказом от 28 марта 1944 года за мужество и отвагу, проявленные в боях, гвардии ефрейтор Яшутин Алексей Михайлович был награждён орденом Славы 3-й степени (№ 69285).
10—13 мая 1944 года в боях близ города Тирасполь Яшутин производил корректировку артиллерийского огня, что помогло батарее уничтожить три танка, шесть штурмовых орудий, пять бронетранспортёров, поразить солдат неприятеля.
Приказом от 12 июня 1944 года за мужество и отвагу, проявленные в боях, гвардии ефрейтор Яшутин Алексей Михайлович награждён орденом Славы 2-й степени (№ 2050).
18—19 апреля 1945 года при штурме Зееловских высот Яшутин с бойцами расчёта подавил вражеское орудие и уничтожил более десятка гитлеровцев. Несмотря на ранение, остался на поле боя и в уличных боях в Берлине вместе со своим расчётом подбил бронетранспортер, подавил четыре огневых точки, уничтожил около десяти солдат противника.
Указом Президиума Верховного Совета СССР от 15 мая 1946 года за образцовое выполнение заданий командования в боях с немецко-фашистскими захватчиками гвардии сержант Яшутин Алексей Михайлович награждён орденом Славы 1-й степени, став полным кавалером ордена Славы.

## Послевоенная биография
По окончании Великой Отечественной войны в 1945 году Алексей Михайлович Яшутин был демобилизован. Он уехал в город Куйбышев, где и прожил всю жизнь.
Алексей Михайлович Яшутин скончался в 1974 году.

## Награды
- Орден Славы I степени. Указ Президиума Верховного Совета СССР от 15 мая 1946 года.
- Орден Славы II степени (№ 2050). Приказ Военного совета 8 гвардейской армии № 236/н от 12 июня 1944 года.
- Орден Славы III степени (№ 69285). Приказ командира 57 гвардейской стрелковой дивизии № 051 от 28 марта 1944 года.
- Медаль «За отвагу».Приказ командира 172 гвардейского стрелкового полка № 012/н от 15 июля 1943 года.
- Медаль «За победу над Германией в Великой Отечественной войне 1941—1945 гг.». Указ Президиума Верховного Совета СССР от 9 мая 1945 года.
- Медаль «За взятие Берлина».Указ Президиума Верховного Совета СССР от 9 июня 1945 года.
- Медали СССР.